# الشرف بين اللصوص (رواية أمريكية)
الشرف بين اللصوص (بالإنجليزية: Honour Among Thieves)‏ هي رواية خياليّة من تأليف الكاتب الإنجليزي جيفري آرتشر والتي يتحدث فيها عن عام 1993 وكيفَ يُخطّط صدام حسين – رئيس دولة العراق آنذاك – للانتقام من الولايات المتحدة بعد أحداث حرب الخليج.

## قصّة الرواية
عندما هَزمت الولايات المتحدة العراق في حرب الخليج عام 1991؛ بدأَ صدام حسين في التخطيطِ لإذلال المنتصرين عبرَ سرقة إعلان الاستقلال الأمريكي وحرقهِ علانية في الرابع من تمّوز/يوليو – الذي يتزامنُ مع يوم الاستقلال الأمريكي – على مرأى ومسمعٍ من وسائل الإعلام العالمية. لتحقيق ذلك؛ يستعينُ نائبه لدى الأمم المتحدة بمساعدة أنطونيو كافالي وهو محامٍ وأحد الشخصيات البارزة في المافيا في نيويورك مُقابل أن يدفع له مبلغًا ماليًا قدرهُ 100 مليون دولار.